# Розариу-ду-Катети
Розариу-ду-Катети (порт. Rosário do Catete)  —  муниципалитет в Бразилии, входит в штат Сержипи. Составная часть мезорегиона Восток штата Сержипи. Входит в экономико-статистический  микрорегион Байшу-Котингиба. Население составляет 8183 человека на 2006 год. Занимает площадь 103,8 км². Плотность населения — 78,83 чел./км².

## История
Город основан в 1836 году.

## Статистика
- Валовой внутренний продукт на 2004 составляет 317.453.619,00 реалов (данные: Бразильский институт географии и статистики).
- Валовой внутренний продукт на душу населения на 2004 составляет 40.424.50 реалов (данные: Бразильский институт географии и статистики).
- Индекс развития человеческого потенциала на 2000 составляет 0,672 (данные: Программа развития ООН).